# Lars Björkman
Lars Erik Björkman, även känd som Lasse Bjørkmann, född 8 augusti 1930 i Sankt Matteus församling i Stockholm, död 18 april 2016 i Malmö, var en svensk filmproducent, författare och manusförfattare.

## Biografi
Lars Björkman var son till ingenjören Nils Björkman och Ingrid Norling. Efter studentexamen studerade han i början av 1950-talet vid Stockholms högskola samt arbetade under 1950-talets första hälft som socialvårdsassistent i Stockholm. Från mitten av 1950-talet var han journalist, bland annat vid Sveriges radio och vid Aftonbladets kulturredaktion till mitten av 1960-talet.
Han var ordförande i Sveriges Dramatikerförbund 1972–1976 och i Konstnärliga och Litterära Yrkesutövares Samarbetsnämnd 1974–1976.
Björkman har författat radiopjäser som Trivselmyra story 1963, TV-pjäser och scenpjäser som Skandalen 1971, Pampen 1972, I väntan på Bardot (tillsammans med Sigvard Olsson) 1975, musikalerna Röde Orm 1979, I vackra drömmars land 1980, TV-serien Profitörerna 1983, musikalen Lycksalighetens ö 1984.
År 2003 startade han tillsammans med Henning Mankell och Ole Søndberg filmbolaget Yellow Bird och Ystad Studios i Ystad, vilket kom att bli starten för Wallanderproduktionen.
Lars Björkman var gift första gången 1952–1959 med Maria Andersson (1921–1987), omgift Edvardson och Jones, och fick en son 1953. Andra gången var han gift 1959–1968 med konstnären och författaren Inga Borg (1925–2017). Tredje gången var han gift 1979–1985 med Cecilia Lagergren (född 1953), dotter till arkitekten Per Lagergren och Kerstin Östensson. De fick en dotter Molly Björkman Sjöwall (född 1980), som liksom maken Omar Sjöwall är verksam inom filmbranschen. Björkman är gravsatt i minneslunden på S:t Pauli mellersta kyrkogård i Malmö.

## Filmografi i urval

### Manus
- 1965 – Niklasons (TV-serie)
- 1971 – Här ligger en hund begraven
- 1981 – Snacka går ju...
- 1983 – Profitörerna (TV-serie)
- 1988 – Clark Kent
- 1991 – Goltuppen (TV-serie)
- 1995 – Hundarna i Riga
- 1995 – Mördare utan ansikte (miniserie)
- 1996 - Det vita lejoninnan